# Rotoroa Island
Rotoroa Island ist eine Insel im Hauraki Gulf vor der Nordinsel von Neuseeland.

## Geographie
Rotoroa Island befindet sich rund 2,3 km östlich von Waiheke Island und rund 850 m nördlich von Ponui Island / Chamberlins Island im südlichen Teil des Hauraki Gulf. Die Insel erhebt sich von Süden nach Norden über 65 m bis 76 m aus den Gewässern des Gulf und erstreckt sich dabei über eine Länge von rund 2 km in Nord-Süd-Richtung. Die maximale Breite erreicht die Insel ungefähr in der Mitte, wo sie sich über maximal rund 990 m erstreckt. Die Gesamtfläche der Insel beträgt 89,7 Hektar.

## Geschichte
Im Jahr 1911 eröffnete die neuseeländische Heilsarmee auf der Insel eine Rehabilitationseinrichtung für Alkoholiker. Später wurde auch die Behandlung von Drogenabhängigen in das Rehabilitationskonzept integriert. Als man zu der Ansicht kam, dass eine Reintegration in die Gesellschaft für die betreffenden Personen auf dem Festland besser zu bewerkstelligen war als auf einer Insel, wurde das Zentrum im Jahr 2005 auf der Insel aufgelöst. Die Einrichtung war bis dahin damit das erste und am längsten laufende Suchtbehandlungszentrum des Landes.
Vier Jahre später gründete sich der Rotoroa Island Trust, um einen Pachtvertrag für die Insel mit der Heilsarmee über eine Laufzeit von 99 Jahren schließen zu können. Der Trust arbeitete in Folge zusammen mit Partnern und freiwilligen Helfern daran, die Insel zu restaurieren und unter Naturschutz zu stellen. Die Insel ist seitdem der Öffentlichkeit zugänglich und ein Besucherzentrum informiert Besucher über die Geschichte der Insel.

## Tourismus
Auf der Insel bestehen Übernachtungsmöglichkeiten und Wanderwege um die Natur erkunden zu können. Ein täglich stattfindender Fährverkehr ermöglicht einen unkomplizierten Zugang zu der Insel.